# Sarcotoechia
Sarcotoechia Radlk, é um género botânico pertencente à família Sapindaceae.

## Espécies
- Sarcotoechia angulata
- Sarcotoechia apetala
- Sarcotoechia bilocularis
- Sarcotoechia cuneata
- Sarcotoechia heterophylla
- Sarcotoechia lanceolata
- Sarcotoechia planitiei
- Sarcotoechia protracta
- Sarcotoechia serrata
- Sarcotoechia villosa

1. ↑  «Sarcotoechia — World Flora Online». www.worldfloraonline.org. Consultado em 19 de agosto de 2020